# Polymastia clavata
Polymastia clavata är en svampdjursart som beskrevs av Burton 1959. Polymastia clavata ingår i släktet Polymastia och familjen Polymastiidae.
Artens utbredningsområde är havet utanför Jemen. Inga underarter finns listade i Catalogue of Life.